# Мараньо, Вирту
Вирту́ Мара́ньо (исп. Virtú Maragno; 18 марта 1928, Санта-Фе, Аргентина — 24 февраля 2004, Буэнос-Айрес, Аргентина) — аргентинский композитор, дирижёр и педагог.

## Биография
До 1947 года обучался музыке в Буэнос-Айресе у Антонио де Рако (фортепиано), Висенте Скарамусса и Луиса Хианнео (композиция). В 1959 году продолжил обучение в римской Академии «Санта-Чечилия» у Гоффредо Петрасси, Данте Дзанона и Франко Капуаны. В Европе сблизился с Бруно Мадерной, который повлиял на увлечение Мораньо электронной музыкой (первый в Аргентине композитор, писавший электронную музыку). По возвращении на Родину занимается преподаванием в Университете и Национальной консерватории Буэнос-Айреса. Долгие годы сотрудничал с театром «Колон». Писал музыку к спектаклям (в частности, к инсценировке «Братьев Карамазовых» Достоевского) и к фильмам.

## Сочинения
- опера «Огонь в Касабиндо» / Fuego en Casabindo
- концертино для фортепиано и 14 инструментов
- симфония «Ecce Homo»
- «Комбинации и вариации» для оркестра / Combinaciones у diferencias (1960)
- «Напряжение и пространство» для оркестра / Intensidad у espacio (1962)
- «Экспрессия» для двойного оркестра и ударных (1961)
- «Три композиции» для голосов, оркестра и магнитофонной ленты  (1962)
- «Сенсемайя» для хора, 2 фортепиано и ударных (1951, на стихи Николаса Гильена)
- «Жёлтые баллады» для сопрано и 5 инструментов / Baladas amarillas (1952, на стихи Федерико Гарсиа Лорки)

## Награды
- Национальные и международные премии